# Myrmarachne volatilis
Myrmarachne volatilis är en spindelart som först beskrevs av Peckham, Peckham 1892.  Myrmarachne volatilis ingår i släktet Myrmarachne och familjen hoppspindlar. Inga underarter finns listade i Catalogue of Life.